# Zombrus madagascariensis
Zombrus madagascariensis är en stekelart som beskrevs av Marshall 1897. Zombrus madagascariensis ingår i släktet Zombrus och familjen bracksteklar. Inga underarter finns listade i Catalogue of Life.